# Frejlev (Aalborg Kommune)
 For alternative betydninger, se Frejlev. (Se også artikler, som begynder med Frejlev)
Frejlev ligger i Himmerland og er en satellitby til Aalborg med 3.191 indbyggere  (2024), beliggende i Frejlev Sogn 3 km vest for Aalborgs-sydlige byområde Skalborg og 10 km sydvest for Aalborg Centrum. Byen ligger i Region Nordjylland og hører til Aalborg Kommune.